# Elecciones regionales y municipales del Callao de 2018
Las elecciones regionales y municipales de Callao de 2018 serán realizados el 7 de octubre de dicho año. Servirán para elegir al gobernador, vicegobernador y consejeros regionales, asimismo, también al alcalde y regidores de Callao y a los de sus distritos.
- Elecciones regionales de Callao de 2018
- Elecciones municipales de Callao de 2018
- Elecciones municipales de Carmen de la Legua-Reynoso de 2018

- Datos: Q47496818